# Magdalena Cielecka

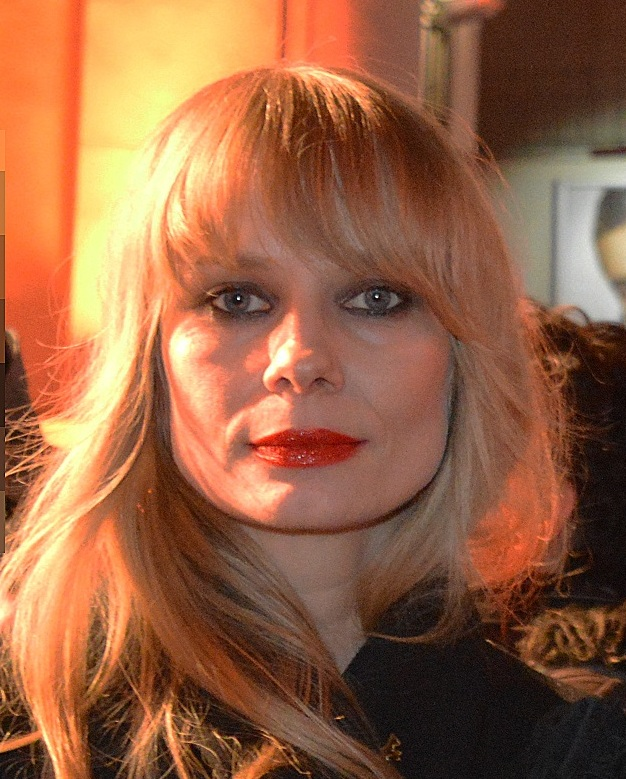
Magdalena Cielecka im Jahr 2018

Magdalena Cielecka (* 20. Februar 1972 in Myszków) ist eine polnische Schauspielerin.

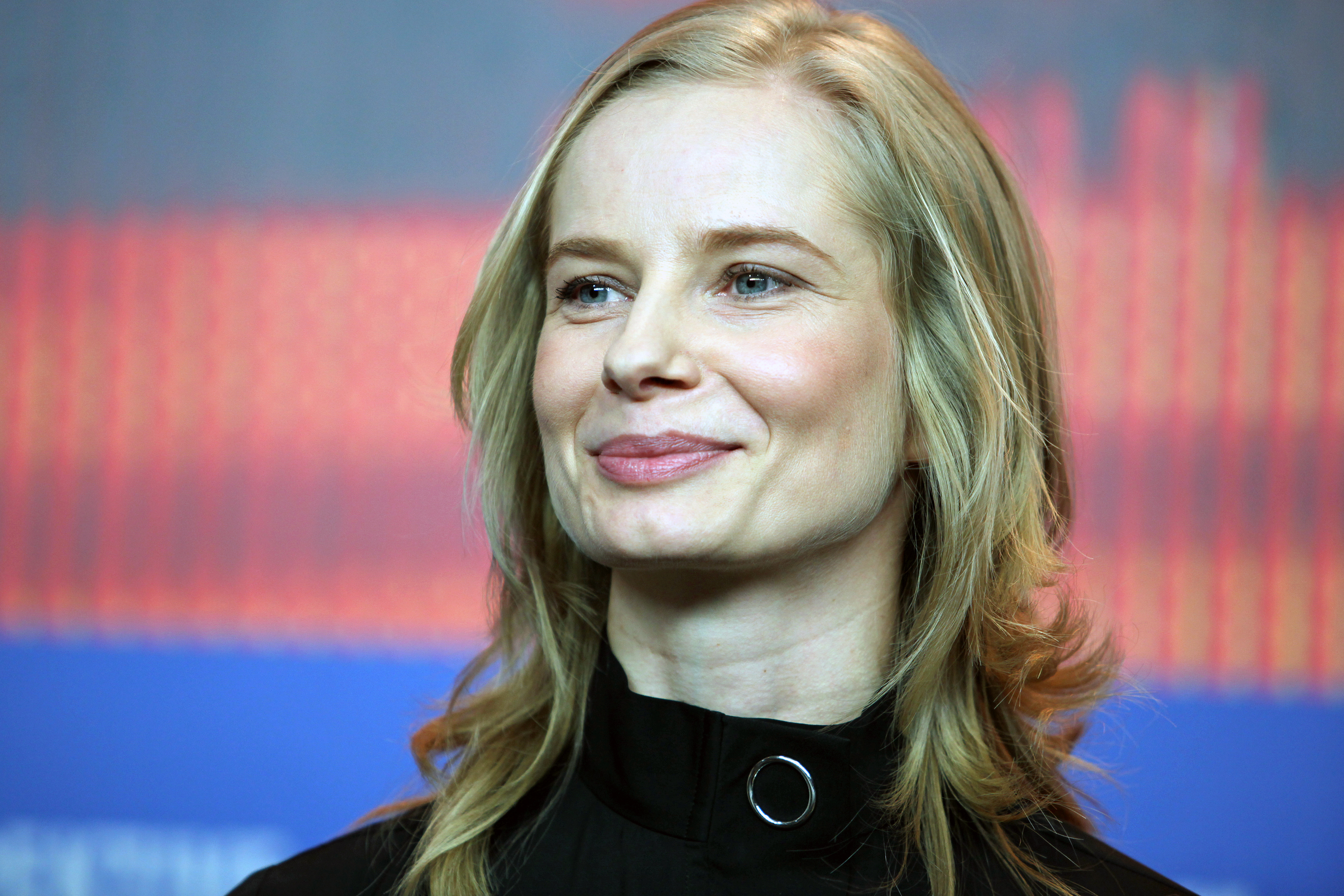
Magdalena Cielecka bei der Berlinale 2016.

Magdalena Cielecka erhielt ihre Schauspielausbildung an der Staatlichen Schauspielschule PWST in Krakau. Ihr Diplom erhielt sie 1996. Von 1995 bis 2002 war sie Ensemblemitglied am Teatr Stary in Krakau. Seit 2001 tritt sie regelmäßig in Inszenierungen des Warschauer Teatr Rozmaitości auf. 1995 gab sie ihr Filmdebüt in dem Film Pokuszenie unter der Regie von Barbara Sass, wofür sie gleich auf dem Polnischen Filmfestival in Gdynia als beste Schauspielerin ausgezeichnet wurde.
Im Jahre 2016 erlange Magdalena Cielecka wiederum internationales Ansehen mit dem Film „United States of Love“ von Tomasz Wasilewski, in dem sie die Hauptrolle der Iza übernimmt. Ausgezeichnet wurde dieser Film auf der Berlinale mit dem silbernen Bären im Jahre 2016.
Aktuell spielt Magdalena Cielecka einige Rollen in polnischen Filmproduktionen und ist hauptsächlich als Theaterschauspielerin in Krzysztof Warlikowskis „Nowy Teatr“ in Warschau tätig.
2024 wurde Magdalena Cielecka für ihre Rolle in dem Film Lek von Sławomir Fabicki beim Neiße Filmfestival mit einem „Neiße-Fisch“ für die Beste darstellerische Leistung ausgezeichnet.

## Filmografie (Auswahl)
- 1995: Pokuszenie – Regie: Barbara Sass
- 1999: Jak narkotyk – Regie: Barbara Sass
- 2000: Zakochani – Regie: Piotr Wereśniak
- 2004: Trzeci – Regie: Jan Hryniak
- 2005: Po sezonie – Regie: Janusz Majewski
- 2006: S@motność w sieci – Regie: Witold Adamek
- 2006: Palimpsest – Regie: Konrad Niewolski
- 2007: Das Massaker von Katyn (Katyń) – Regie: Andrzej Wajda
- 2016: United States of Love (Zjednoczone stany miłości) – Regie: Tomasz Wasilewski
- 2019: Dunkel, fast Nacht (Ciemno, prawie noc) – Regie: Borys Lankosz
- 2019: The Song of Names
- 2023: Anxiety (Lęk)
- 2023: Ein Mädchen und ein Kosmonaut (Dziewczyna i kosmonauta, Fernsehserie, 6 Folgen)
- 2023: Mialo cie nie byc